# 前田光繁
前田 光繁（まえだ みつしげ、1916年9月25日 - ）は、日本の海軍軍人。八路軍の日本人兵士第1号。別名杉本一夫。

## 人物・来歴
京都府で小規模手工業者の家庭に生まれる。京都市立商工専修学校を卒業後、1936年（昭和11年）に海軍へ志願。呉海兵団に所属するが病気のため除隊。1年間の療養生活を経て、1937年（昭和12年）南満州鉄道関連企業に就職。1938年（昭和13年）、河北省で鉄道用砂利採取場の現場監督時に八路軍野戦政治部に送られ、1939年（昭和14年）1月2日、八路軍へ入隊を表明し、野坂参三に次ぐ日本人民解放連盟の2番手となる。同年11月には八路軍内において「日本兵士覚醒連盟」を組織した。朱徳と行動を共にして戦闘に参加した後、1942年（昭和17年）に反戦活動のため延安に移動し、終戦まで同地にとどまった。
1946年（昭和21年）の通化事件発生にも大きく関わっている。通化に限らず、日本人居留民はソ連軍・中国共産党軍による強姦・暴行・略奪を終戦以降継続的に受けていたが、通化では戦中から中国人に温厚だった河内副県長までもが銃および剣で公開的に惨殺され、この状況を打破せんと居留民と国民党軍は結託して蜂起した。この際、前田は偽名を用いて情報を密告し、その影響で日本人居留民の多くを虐殺に導いている。
その後も八路軍のために活動を続け、1958年（昭和33年）に帰国命令を受託して日本へ帰国した。帰国後は日中友好協会の理事を務めている。2016年に100歳を迎えた。

## 著作物
- 香川孝志・前田光繁（著） 『八路軍の日本兵士たち : 延安日本労農学校の記録』サイマル出版会 1984年6月 ISBN 4377206389
- 前田光繁（編・訳・著）『通化二三暴動の真相 : 彼らはなぜ中国で死んだのか 中国の証言』教育出版センター 1993年4月 全国書誌番号:93065404